# Huron (Kansas)
Huron es una ciudad ubicada en el condado de Atchison en el estado estadounidense de Kansas. En el año 2010 tenía una población de 54 habitantes y una densidad poblacional de 114 personas por km².

## Geografía
Huron se encuentra ubicada en las coordenadas 39°38′20″N 95°21′7″O / 39.63889, -95.35194 (39.638807, -95.351981).

## Demografía
Según la Oficina del Censo en 2000 los ingresos medios por hogar en la localidad eran de $30,625 y los ingresos medios por familia eran $43,750. Los hombres tenían unos ingresos medios de $21,750 frente a los $26,250 para las mujeres. La renta per cápita para la localidad era de $10,776. Alrededor del 34.8% de la población estaban por debajo del umbral de pobreza.